# 요철세계
《요철세계》(중국어: 凹凸世界, 영어: Aotu World)는 칠창사(七創社)가 제작한 중국의 오리지널 3D 배틀 애니메이션이다.
2015년 11월에 비리비리에서 시험판 제0부 상편, 하편이 선행 방영되었다. 총 32회로 구성된 애니메이션 시즌 1은 2016년 6월 28일부터 중국의 주요 동영상 사이트에서 주 1회 업데이트되었다. 총 20회로 구성된 시즌 2는 2017년 10월 8일 오전 10시에 업데이트되었다. 시즌 3은 2019년 1월 25일부터 매주 금요일 낮 12시에 업데이트되었다.
2018년 2월 말에는 일본어 자막판과 영어판이 출시되었다. 일본 아사히 방송에서는 2019년 4월 14일부터 시즌 1이, 2019년 7월 7일부터는 시즌 2가 방영되었다.